# توپیروکسوستات
توپیروکسوستات (انگلیسی: Topiroxostat) دارویی برای درمان نقرس و هیپراوریسمی است. این دارو یک مهارکننده گزانتین اکسیداز است که سطح اورات سرم را کاهش می‌دهد.